# Aga Muhlach
Ariel Aquino Muhlach (nacido el 12 de agosto de 1969), conocido artísticamente como Aga Muhlach, es un multi-premiado actor y cantante filipino. Es considerado como uno de los principales actores, más destacados de Filipinas.
Cuando inició su carrera como actor a la edad de siete años, fue presentado primeramente bajo su nombre verdadero de "Ariel Muhlach", cuando debutó en su primera película de 1975 titulada "Isang Tsuper ng Taksi" y la película de 1976 titulada, "Babaing Hiwalay Sa Asawa". Más adelante llegó a darse a conocer bajo su nombre artístico como "Aga Muhlach", tras debutar en una película que fue un gran éxito de taquilla titulada Bagets en 1984. Más adelante se convirtió en un ídolo popular entre sus admiradores.

## Filmografía

### Película
| Año  | Título                                                                 | Caracteres/Personaje |
| ---- | ---------------------------------------------------------------------- | -------------------- |
| 1975 | May Isang Tsuper ng Taksi                                              |                      |
| 1976 | Babaing Hiwalay sa Asawa                                               |                      |
| 1980 | Aguila                                                                 | Danielito            |
| 1984 | Erpat Kong Forgets                                                     |                      |
| 1984 | Bagets                                                                 | Adie                 |
| 1984 | Ibulong Mo sa Puso                                                     |                      |
| 1984 | Paano Ba Ang Magmahal?                                                 |                      |
| 1984 | Campus Beat                                                            | RED                  |
| 1984 | Hotshots                                                               |                      |
| 1985 | Miguelito: Batang Rebelde                                              | Miguelito/Mike       |
| 1985 | The Crazy Professor                                                    |                      |
| 1985 | Oks na Oks Pakner                                                      |                      |
| 1985 | Super Wan-Tu-Tri                                                       | Abel                 |
| 1986 | When I Fall in Love                                                    |                      |
| 1986 | Napakasakit, Kuya Eddie                                                | Dino                 |
| 1986 | Nasaan Ka Nang Kailangan Kita                                          | Joel                 |
| 1986 | Bakit Madalas Ang Tibok ng Puso?                                       | Ricky                |
| 1987 | Rosa Mistica (Episode I:Rosalie Leynes - Mga Putting Rosas ni Rosalie) | Mike                 |
| 1987 | Bunsong Kerubin                                                        | Efren                |
| 1987 | Topo-Topo Barega                                                       | Efren                |
| 1988 | Lord, Bakit Ako Pa?                                                    |                      |
| 1989 | My Pretty Baby                                                         | Bobby                |
| 1989 | Hot Summer                                                             |                      |
| 1989 | Here Comes The Bride                                                   |                      |
| 1989 | Impaktita                                                              | Jessie               |
| 1990 | Too Young                                                              | Montilla             |
| 1991 | Pakasalan Mo Ako                                                       | Jerry                |
| 1991 | Joey Boy Munti, 15 Anyos Ka sa Muntinlupa                              | Joey Boy             |
| 1991 | I Want To Live                                                         |                      |
| 1992 | Ang Katawan Ni Sofia                                                   | Arnold               |
| 1992 | Bakit Labis Kitang Mahal                                               | Tommy                |
| 1992 | Sinungaling Mong Puso                                                  | Jason                |
| 1993 | Ms. Dolora X                                                           |                      |
| 1993 | Humanda Ka Mayor: Bahala na ang Diyos                                  |                      |
| 1993 | Hindi Kita Malilimutan                                                 |                      |
| 1993 | Guwapings Dos                                                          | Chappy               |
| 1993 | Akin Ka, Magdusa Man Ako                                               |                      |
| 1993 | Abel Morado: Ikaw Ang May Sala                                         | Abel Morado          |
| 1993 | Paniwalaan Mo                                                          |                      |
| 1993 | Loving Someone                                                         | Carlitos             |
| 1994 | Bakit Pa Kita Minahal                                                  | Jet                  |
| 1994 | Forever                                                                | Chito                |
| 1994 | Nag-Iisang Bituin                                                      | Miggy                |
| 1995 | Basta't Kasama Kita                                                    | Alex                 |
| 1995 | Sana Maulit Muli                                                       | Jerry                |
| 1996 | Kristo                                                                 | possessed young man  |
| 1996 | Bayarang Puso                                                          | Martin Villanueva    |
| 1996 | Oki Doki Dok: The Movie                                                | Doc Aga              |
| 1996 | Sa Aking Mga Kamay                                                     | Gene Rivera          |
| 1998 | Ikaw Pa Rin ang Iibigin                                                | Sonny Lerma          |
| 1998 | Dahil Ba Sa Kanya                                                      | Jed Espinosa         |
| 1999 | Hinahanap-Hanap Kita                                                   | Bryan                |
| 1999 | Dahil May Isang Ikaw                                                   | Andrew Castro        |
| 2001 | Narinig Mo Na Ba Ang L8est                                             | Popoy                |
| 2001 | Pangako...Ikaw Lang                                                    | Vince                |
| 2002 | Kailangan Kita                                                         | Carl Diesta          |
| 2003 | Kung Ako Na Lang Sana                                                  | Enteng               |
| 2004 | All My Life                                                            | Sam                  |
| 2005 | Dubai                                                                  | Raffy Alvarez        |
| 2007 | A Love Story                                                           | Ian Montes           |
| 2008 | When Love Begins                                                       | Ben Caballero        |
| 2010 | RPG: Metanoia                                                          | Daddy (Voice)        |
| 2011 | In The Name Of Love                                                    | Emman Toledo         |
| 2012 | Of All The Things                                                      | Umboy                |

### Televisión
- Hapi House (IBC, 1987–1989)
- Oki Doki Doc (ABS-CBN, 1993-2000)
- Star Drama Presents (ABS-CBN, 1993–2001)
- ASAP (1995) (ABS-CBN)
- Da Body en da Guard (ABS-CBN, 2001)
- Da Pilya en da Pilot (ABS-CBN, 2001)
- Ok Fine Whatever (ABS-CBN, 2002-2005)
- Ok Fine 'To Ang Gusto Nyo (ABS-CBN, 2005-2006)
- OK Fine, Oh Yes (ABS-CBN, 2006-2007)
- That's My Doc (ABS-CBN, 2007-2008)
- M3 (Malay Mo Ma-develop) (ABS-CBN, 2010)
- Pinoy Explorer (TV5, 2011–2013)
- Let's Ask Pilipinas (TV5, 2013–2014)
- Pinoy Boyband Superstar (ABS-CBN, 2016)

## Premios y nominaciones
FAMAS Awards
2012	Nominated	Best Actor
	FAMAS Award	In the Name of Love (2011)
2009	Nominated	Best Actor
	FAMAS Award	When Love Begins... (2008)
2008	Nominated	Best Actor
	FAMAS Award	A Love Story (2007)
2006	Nominated	Best Actor
	FAMAS Award	Dubai (2005)
2005	Nominated	Best Actor
	FAMAS Award	All My Life (2004)
2004	Nominated	Best Actor
	FAMAS Award	Kung ako na lang sana (2003)
2000	Nominated	Best Actor
	FAMAS Award	Dahil may isang ikaw (1999)
1997	Nominated	Best Actor
	FAMAS Award	Bayarang puso (1996)
1996	Nominated	Best Actor
	FAMAS Award	Sana maulit muli (1995)
1994	Nominated	Best Actor
	FAMAS Award	May minamahal (1993)
1993	Won	Best Actor
	FAMAS Award	Sinungaling mong puso (1992)
1986	Nominated	Best Supporting Actor
	FAMAS Award	Miguelito: Batang rebelde (1985)

FAP Awards, Philippines
2013	Nominated	Best Actor
	FAP Award	Of All the Things (2012)
2009	Nominated	Best Actor
	FAP Award	When Love Begins... (2008)
2008	Nominated	Best Actor
	FAP Award	A Love Story (2007)
1996	Nominated	Best Actor
	FAP Award	Sana maulit muli (1995)

Gawad Urian Awards
2004	Nominated	Best Actor (Pinakamahusay na Pangunahing Aktor)
	Gawad Urian Award	Kung ako na lang sana (2003)
2003	Nominated	Best Actor (Pinakamahusay na Pangunahing Aktor)
	Gawad Urian Award	Kailangan kita (2002)
1996	Won	Best Actor (Pinakamahusay na Pangunahing Aktor)
	Gawad Urian Award	Sana maulit muli (1995) 
1994	Nominated	Best Actor (Pinakamahusay na Pangunahing Aktor)
	Gawad Urian Award	May minamahal (1993)
1993	Nominated	Best Actor (Pinakamahusay na Pangunahing Aktor)
	Gawad Urian Award	Bakit labis kitang mahal (1992)
1992	Nominated	Best Actor (Pinakamahusay na Pangunahing Aktor)
	Gawad Urian Award	Akin ka magdusa man ako (1993)
1987	Won	Best Supporting Actor (Pinakamahusay na Pangalawang Aktor)
	Gawad Urian Award	Napakasakit, kuya Eddie (1986)
1986	Nominated	Best Actor (Pinakamahusay na Pangunahing Aktor)
	Gawad Urian Award	Miguelito: Batang rebelde (1985)

Golden Screen Awards, Philippines
2013	Won	Best Performance by an Actor in a Leading Role (Musical or Comedy)
	Golden Screen Award	Of All the Things (2012)
	Won	
	Dekada Award
2012	Won	Best Performance by an Actor in a Leading Role (Drama)
	Golden Screen Award	In the Name of Love (2011)
2006	Nominated	Best Performance by an Actor in a Leading Role (Drama)
	Golden Screen Award	Dubai (2005)
2004	Won	Best Performance by an Actor in a Lead Role (Musical or Comedy)
	Golden Screen Award	Kung ako na lang sana (2003')

Maria Clara Awards
2006	Won	Best Actor
	Maria Clara Award	Dubai (2005)

Metro Manila Film Festival
1993	Won	Best Actor
	Festival Prize	May minamahal (1993)
1992	Won	Best Actor
	Festival Prize	Bakit labis kitang mahal (1992')

Star Awards for Movies
2013	Nominated	Movie Actor of the Year
	Star Award	Of All the Things (2012)
	Nominated	Darling of the Press
	Special Award	
2012	Won	Movie Actor of the Year
	Star Award	In the Name of Love (2011)
		Tied with Jorge Estregan for Manila Kingpin: The Asiong Salonga Story (2011)
2009	Nominated	Movie Actor of the Year
	Star Award	When Love Begins... (2008)
2008	Nominated	Movie Actor of the Year
	Star Award	A Love Story (2007)
2006	Won	Movie Actor of the Year
	Star Award	Dubai (2005)

Young Critics Circle, Philippines
1996	Nominated	Best Performance by Male or Female, Adult or Child, Individual or Ensemble in Leading or Supporting Role
	YCC Award	Sana maulit muli (1995)
1994	Won	Best Performance by Male or Female, Adult or Child, Individual or Ensemble in Leading or Supporting Role
	YCC Award	Hindi kita malilimutan (1993)
1992	Won	Best Performance by Male or Female, Adult or Child, Individual or Ensemble in Leading or Supporting Role
	YCC Award	Joey Boy Munti, 15 anyos ka sa Muntilupa (1991)
Box-Office Entertainment Awards (Guillermo Mendoza Memorial Scholarship Foundation)
2008  Won  38th GMMSF Box-Office Entertainment Awards Film Actor of the Year